# Miguel Ángel García-Juez
Miguel Ángel García-Juez Giménez (Madrid, 10 de abril de 1948-19 de diciembre de 2019) fue un periodista español especializado en información radiofónica.

## Biografía
Licienciado en Ciencias de la Información por la Universidad Complutense de Madrid, sus inicios profesionales en el mundo del periodismo se remontan a 1977. Durante tres décadas desarrolló su carrera en diferentes medios de comunicación, aunque su trayectoria se ha centrado especialmente en la radio.
Se inició en Radio Nacional de España. En la emisora pública llegó a ser director adjunto del informativo España a las ocho, y dirigió el espacio de contenido económico Contante y sonante.
Posteriormente, en 1982, se incorporó a la recién creada Antena 3 Radio, donde dirigió el espacio Viva la tarde (que se hizo con el liderazgo de su franja horaria al alcanzar los 580 000  oyentes)) y los informativos Hora Cero, Crónica 3 y La España de las autonomías. Además ejerció, desde septiembre de 1992, el cargo de Jefe de los Servicios Informativos y, finalmente, en agosto de 1993 fue nombrado Adjunto a la Dirección General, hasta 1994 cuando finalizaron las emisiones de la cadena.
Entre enero y abril de 1990, además, presentó en espacio de debate La Tertulia, en Antena 3 Televisión. Siete años después, repitió en el medio al frente del equipo de redactores del programa La sonrisa del pelícano, que dirigió Pepe Navarro.
Tras su salida de Antena 3, en 1994, se incorporó a Radio Voz, con los programas Viva la radio y El periscopio
En septiembre de 2002, tras un tiempo apartado del medio regresó a la radio, en este caso a Onda Cero, para dirigir el espacio La Brújula del deporte, en sustitución del programa de José María García.
En 2005 fue nombrado director de Comunicación del equipo de vela Desafío Español 2007, participante en la Copa del América (regata).
En 1998 fundó la revista Subastas Siglo XXI que dirigió hasta 2014. También fue gerente de la Fundación Pro Derechos Humanos Miguel Ángel Blanco.
Fue directivo de la Asociación de la Prensa de Madrid desde 1999 hasta 2011, siendo presidente de la Comisión de Publicaciones. 
Obtuvo, entre otros galardones, dos Premios Ondas y dos Antena de Oro.
Falleció el 19 de diciembre de 2019 en el Hospital de la Princesa de Madrid a los setenta y un años a consecuencia de un cáncer hepático.